# وداد عشق خان
وداد عشق خان (من مواليد 20 يناير 1966) هو سياسي وأستاذ جامعي تركي. وهو وزير العمل والضمان الاجتماعي في تركيا.  وُلِد في قرية أرتوقلو في محافظة ماردين لعائلة عربية عرقيًا. 